# Líbano en los Juegos Olímpicos de Innsbruck 1976
Líbano estuvo representado en los Juegos Olímpicos de Innsbruck 1976 por una deportista femenina que compitió esquí alpino.
El equipo olímpico libanés no obtuvo ninguna medalla en estos Juegos.